# Nor Geghi
Nor Geghi är en ort i Armenien.   Den ligger i provinsen Kotajk, i den centrala delen av landet, 17 km norr om huvudstaden Jerevan. Nor Geghi ligger 1 347 meter över havet och antalet invånare är 4 896.
Terrängen runt Nor Geghi är kuperad åt nordost, men åt sydväst är den platt. Runt Nor Geghi är det ganska tätbefolkat, med 149 invånare per kvadratkilometer.. Närmaste större samhälle är Jerevan, 16,5 km söder om Nor Geghi. 
Runt Nor Geghi är det i huvudsak tätbebyggt.